# 614 Pia
614 Pia è un asteroide della fascia principale del diametro medio di circa 25,81 km. Scoperto nel 1906, presenta un'orbita caratterizzata da un semiasse maggiore pari a 2,6942994 UA e da un'eccentricità di 0,1093741, inclinata di 7,02901° rispetto all'eclittica.
Il nome deriva probabilmente dall'Osservatorio Pia di Trieste.